# Oxycera variegata
Oxycera variegata is een vliegensoort uit de familie van de Stratiomyidae. De wetenschappelijke naam van de soort is voor het eerst geldig gepubliceerd in 1812 door Olivier.